# كأس شمال مقدونيا 2012–13
كأس شمال مقدونيا 2012–13 هو الموسم 21 من كأس مقدونيا. أقيم خلال الفترة 21 أغسطس 2012 وحتى 26 مايو 2013، وكان عدد الأندية المشاركة فيه 32، وفاز فيه نادي تتكس.